# Sébastien Charles
Sébastien Charles is een Frans acteur en choreograaf.
Hij speelde mee in verschillende kortfilms van François Ozon en was ook choreograaf in Ozons films, onder meer voor 8 femmes.

## Acteur

### Rollen in speelfilms
- 1998 : Sitcom
- 1999 : Les passagers

### Rollen in kortfilms
- 1996 : Une robe d'été
- 1998 : Scènes de lit
- 1999 : Les terres froides
- 2003 : Pov'fille
- 2003 : Far West

## Choreograaf
- 1996 : Une robe d'été
- 2000 : Gouttes d'eau sur pierres brûlantes
- 2002 : 8 femmes
- 2003 : Far West'
- 2003 : Dangerous Liaisons
- 2004 : Hollywood malgré lui